# Michael Foot
Michael Mackintosh Foot (Plymouth, 23 de julio de 1913 - Londres, 3 de marzo de 2010) fue un político y periodista británico, miembro del Parlamento del Reino Unido durante 42 años y líder del Partido Laborista desde 1980 hasta 1983. 
Asociado al ala más izquierdista de los laboristas, en 1974 entró en el gobierno de Harold Wilson como secretario de Estado para el empleo, y dos años después fue nombrado líder laborista en la Cámara de los Comunes bajo la presidencia de James Callaghan, destacando por su oratoria, la defensa de los servicios públicos y la salida del Reino Unido de la Comunidad Económica Europea. Además ha sido uno de los fundadores de la Campaña para el Desarme Nuclear. Entre 1980 y 1983 fue el líder de la oposición y en las elecciones generales del Reino Unido de 1983 fue el candidato a primer ministro. Sin embargo, cayó derrotado frente a Margaret Thatcher y su grupo registró el peor resultado desde los comicios de 1918.
De amplia formación académica y licenciado en Filosofía, Política y Económicas por la Universidad de Oxford, Foot ha desarrollado también una extensa obra literaria como escritor y periodista. Algunas de sus publicaciones más destacadas son Guilty Men (una feroz crítica a la política de apaciguamiento de Neville Chamberlain) y biografías sobre Jonathan Swift, H. G. Wells y el político Aneurin Bevan.

## Biografía
Michael nació en Plymouth y fue el quinto de siete hermanos en una familia con tradición política. Su padre, Isaac Foot, fue un prestigioso abogado que llegó a ser miembro del Parlamento del Reino por el Partido Liberal. Algunos de sus hermanos también desarrollaron una carrera pública. Dos de ellos, Dingle Foot (1905-1978) y John Foot (1909-1999), también fueron parlamentarios, mientras que Hugh Foot (1907-1990) ocupó la administración colonial de Chipre y desde 1964 hasta 1970 asumió la representación del Reino Unido en las Naciones Unidas. Era también tío del periodista Paul Foot (1937-2004).
Estaba casado desde 1949 con Jill Craigie (1914-1999), directora de documentales y activista feminista a la que conoció durante el rodaje de The Way We Live. No tuvo descendencia. En su biografía autorizada, publicada en 2007, se reveló que Foot había mantenido una relación extramarital a comienzos de la década de 1970.
Una de sus mayores pasiones era la literatura. Como escritor destacan cuatro obras: The Pen and the Sword (1957), biografía dedicada al escritor Jonathan Swift; Aneurin Bevan: A Biography (1962 y 1973), sobre el diputado laborista galés, The Politics of Paradise (1988), dedicada a Lord Byron, y H.G.: The History of Mr.Wells (1995), sobre Herbert George Wells. El último libro que publicó fue una recopilación de ensayos y artículos periodísticos, The Uncollected Michael Foot (2003).
Parte de su carrera ha estado marcada por problemas de salud. De joven padecía asma crónica y eso le libró de alistarse en el ejército durante la Segunda Guerra Mundial, aunque la enfermedad remitió con el paso de la edad. Y en octubre de 1963 se fracturó la pierna izquierda como consecuencia de un grave accidente de tráfico, obligándole a usar un bastón del que nunca se separaría. De su aspecto físico destacaba su pelo blanco, sus gafas de miope y su vestimenta.
Por otro lado, Foot era un seguidor acérrimo del Plymouth Argyle Football Club. Con motivo de su 90.º cumpleaños, el equipo accedió a inscribirlo como jugador en su plantilla con el permiso de la Football League. De este modo, y a pesar de su carácter simbólico, Michael Foot es el «futbolista» de más edad que ha estado oficialmente registrado en un equipo del sistema de ligas de fútbol de Inglaterra.

## Formación

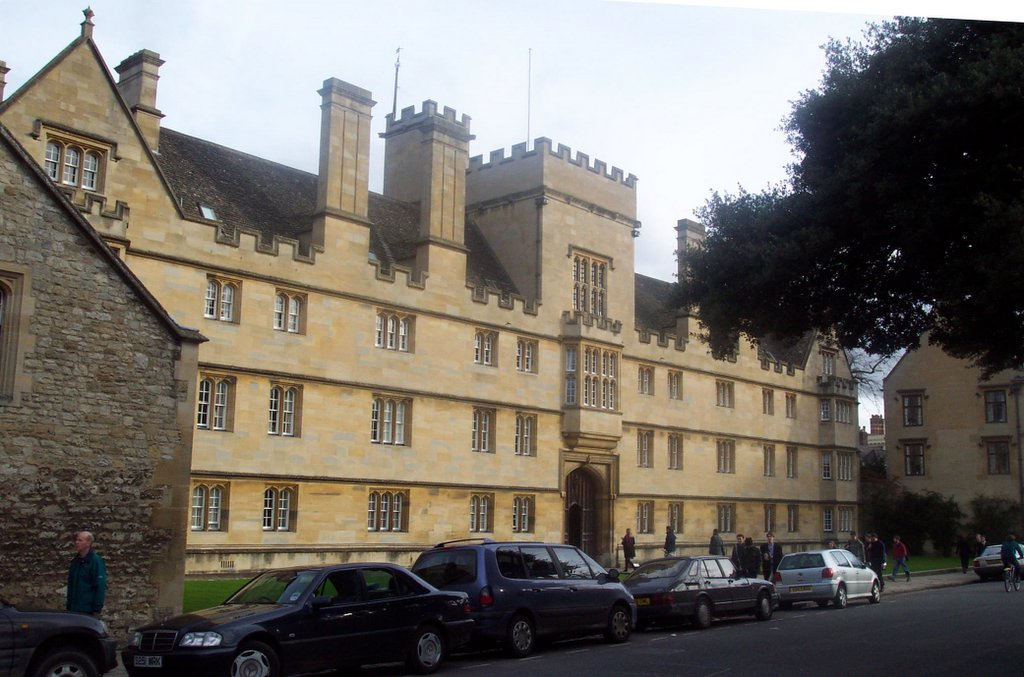
Foot fue miembro del Wadham College de la Universidad de Oxford.

Foot cursó estudios en la Escuela Preparatoria de Plymouth, la Escuela Forres de Swanage y en la prestigiosa Escuela Leighton Park de Reading, donde destacó por su expediente académico. Después ingresó en el Wadham College de la Universidad de Oxford para estudiar Filosofía, Política y Económicas, obteniendo el título en 1934.
De su etapa universitaria llegó a ser presidente en 1933 del Oxford Union, una sociedad privada de debate, y también tomó parte de una gira de debate en Estados Unidos organizada por el English-Speaking Union. Cuatro de los hermanos Foot han conseguido presidir sus respectivos clubes de debate de Oxford y Cambridge. Aunque al principio Michael defendía tesis liberales, siguiendo la tradición familiar, se pasó al socialismo por influencia del Club Laborista de la Universidad de Oxford. El presidente de ese club era David Lewis, un joven canadiense que después se convertiría en presidente del Nuevo Partido Democrático, y al que Foot ha citado en diferentes ocasiones como uno de los referentes por los que se había convertido en un convencido socialista.
En 1934, después de trabajar un año como oficinista en Birkenhead, dio el salto definitivo a la política tras comprobar la pobreza del área metropolitana de Liverpool, más extrema que la de su Plymouth natal.

## Periodismo
Foot comenzó a trabajar como periodista en 1935, después de las elecciones generales. Su primer medio fue la revista izquierdista New Statesman, donde permaneció pocos meses hasta recalar en el semanario Tribune. Desde esa publicación apoyó la formación en 1937 del llamado United Front (Frente Unido), una coalición propuesta por Stafford Cripps (fundador del semanario y parlamentario) que intentaba aglutinar al Partido Laborista y el resto de fuerzas de la izquierda británica. Un año más tarde se marchó de allí, en solidaridad porque su editor fue despedido al negarse a apoyar un Frente Popular antifascista con los partidos conservadores. Cuando estalló la Segunda Guerra Mundial en 1939, Foot no pudo alistarse en el ejército británico a consecuencia de su asma crónica.
Gracias a la recomendación del parlamentario Aneurin Bevan, Michael Foot fue contratado por Lord Beaverbrook para trabajar en el London Evening Standard. En 1940 escribió el libro de investigación Guilty Men junto con los periodistas Frank Owen (Standard) y Peter Howard (Daily Express), agrupados bajo el seudónimo «Cato». En ese trabajo se atacaba con firmeza a los responsables de la política de apaciguamiento del Reino Unido con la Alemania nazi, y especialmente al ex primer ministro Neville Chamberlain. Dos años después de su publicación, Foot fue ascendido al cargo de editor.
Cuando terminó la Segunda Guerra Mundial, Foot abandonó el Standard para colaborar con una columna política en el Daily Herald, vinculado al Partido Laborista, durante los siguientes veinte años. A pesar de que en 1945 conseguiría entrar el Parlamento del Reino Unido, compaginó la política con la edición del semanario Tribune en dos etapas: una primera desde 1948 hasta 1952, y la segunda de 1955 a 1960, ya sin representación. Durante toda su carrera luchó contra la creciente dominación corporativa de la prensa, manteniendo una disputa personal con el empresario Rupert Murdoch.
Michael Foot estuvo afiliado desde 1937 en la Unión Nacional de Periodistas y fue miembro de honor desde 1984 hasta su muerte.

## Trayectoria política

### Llegada al Parlamento

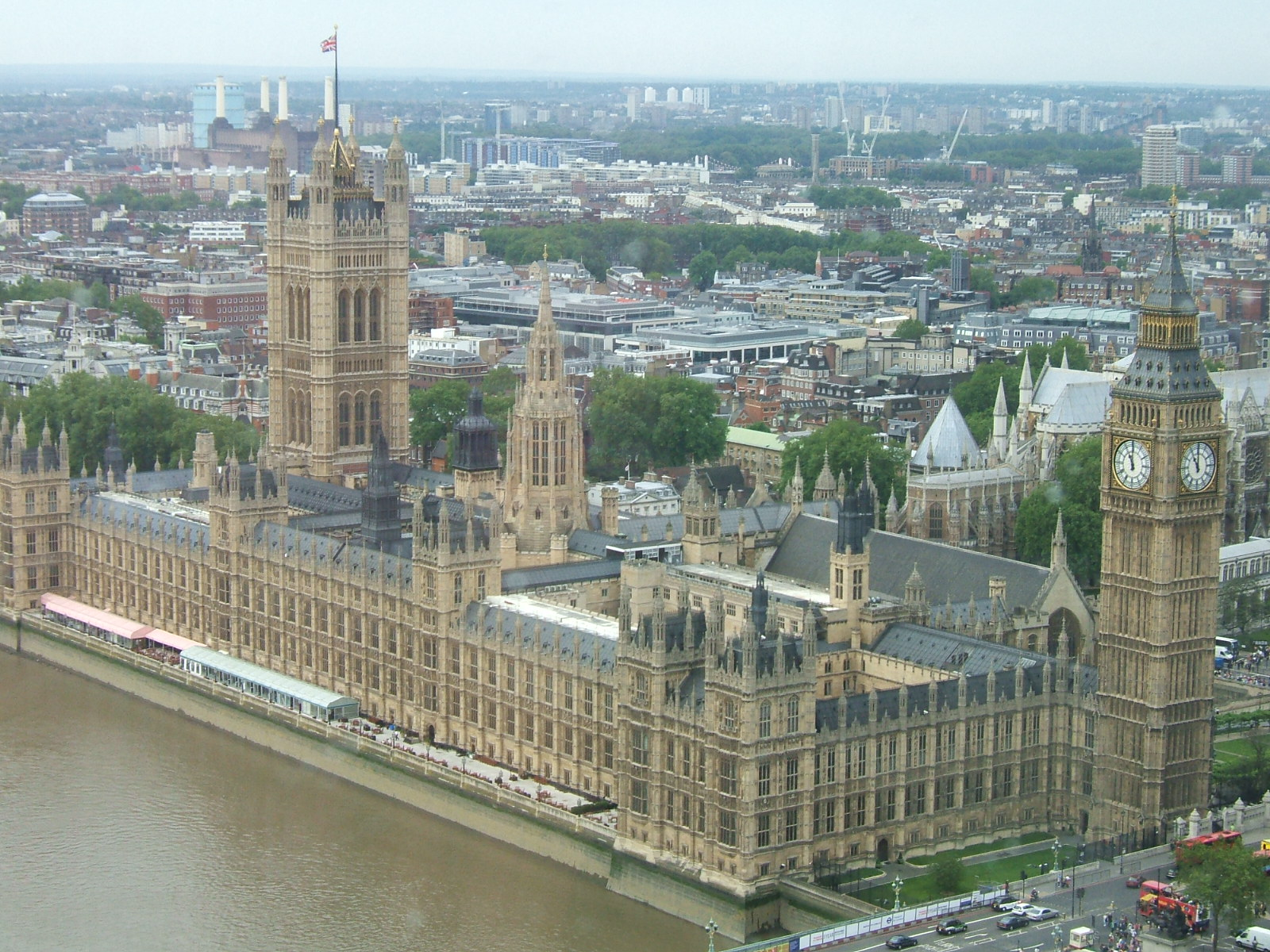
Michael Foot fue miembro de la Cámara de los Comunes en dos etapas: 1945-1955 y 1960-1992.

Afiliado al Partido Laborista desde los 22 años, se presentó a las elecciones generales del Reino Unido de 1935 por el distrito de Monmouth (Gales). Su discurso estuvo centrado en la igualdad social y en críticas al primer ministro, Stanley Baldwin, por las políticas de rearme y el clima prebélico que entonces vivía Europa. No obstante, perdió por amplia diferencia frente al conservador John Herbert.
Foot volvió a postularse en las elecciones generales de 1945, esta vez por la circunscripción de Plymouth Devonport. En esos comicios se produjo la victoria del laborista Clement Attlee, y Foot consiguió que su formación sacase por primera vez el escaño de Plymouth, hasta entonces tradicional feudo de los liberales, en la Cámara de los Comunes. Lo mantuvo hasta 1955, cuando fue derrotado por el conservador Joan Vickers.
Antes de que comenzase la Guerra Fría, Foot era favorable a que Europa ejerciese una política de «tercera vía» entre los dos bloques de Estados Unidos y la Unión Soviética. Sin embargo, el ascenso al poder de los comunistas en Hungría y Checoslovaquia hizo que él y la revista Tribune se posicionaran contra el comunismo soviético, con un posicionamiento claro contra la represión de la revolución de Hungría. Esto no impidió que Foot se mostrase también crítico con la actuación occidental en la guerra de Corea y el rearme de Alemania Occidental. A finales de la década de 1950 fue uno de los fundadores de la Campaña para el Desarme Nuclear.
En 1960, la muerte del laborista Aneurin Bevan dejó vacante su escaño por Ebbw Vale (Gales), y Michael Foot se convirtió en el candidato del partido a la elección parcial tras vencer las primarias del partido en una disputada votación. Dado que Bevan era el representante de esa circunscripción desde 1929, los laboristas partían como claros favoritos y Foot salió elegido con el 68,7% de los votos. Tan solo un año después fue expulsado del grupo parlamentario laborista por oponerse al aumento del gasto militar, en contra de la disciplina de voto, y no pudo volver hasta 1963, cuando Harold Wilson sucedió en el liderazgo al recién fallecido Hugh Gaitskell.
Wilson ofreció a Foot la oportunidad de entrar en su primer gobierno, pero éste la rechazó para concentrarse en liderar el ala más izquierdista de su partido en la Cámara de los Comunes. Con un discurso del que se ha valorado su retórica y su sentido del humor, destacó por oponerse a las restricciones migratorias y a la entrada del Reino Unido en la Comunidad Económica Europea. También se mostró en contra de la guerra de Vietnam y de la autodeterminación de Rodesia, aunque sí fue favorable a la independencia de la India, y denunció las injerencias de la Unión Soviética para frenar los cambios en Checoslovaquia en 1968, conocidas como «socialismo de rostro humano».
A pesar de la confianza que Wilson había depositado en él, Foot siguió rompiendo la disciplina de voto en algunas ocasiones. Llegó a alinearse con el tory populista Enoch Powell en una votación para frenar la reforma de la Cámara de los Lores, de la que siempre se ha mostrado en contra por su método de elección hereditario. En 1967 fue derrotado por James Callaghan en la elección interna al puesto de tesorero del Labour.

### Entrada en el gobierno
Después de la derrota laborista en las elecciones generales de 1970, el partido se había desplazado hacia la izquierda política y Wilson otorgó a Foot el liderazgo en la sombra de la Cámara de los Comunes. En abril de 1972 se presentó a las elecciones internas para ser Diputado Líder del partido, en competencia con Edward Short y Anthony Crosland. Short consiguió derrotarlo por un escaso margen y finalmente le arrebató el puesto.
Tras la victoria de Harold Wilson en las elecciones de 1974, el nuevo primer ministro nombró a Foot secretario de Estado para el empleo. Bajo su mandato se aprobó una nueva ley para la seguridad y la salud en el puesto de trabajo, y se garantizó el apoyo de los sindicatos al anular la polémica Industrial Relations Act aprobada durante el mandato de Heath. En 1975 hizo campaña por el «No» en el referéndum para la permanencia del Reino Unido en la Comunidad Económica Europea junto a otras figuras importantes del laborismo como Tony Benn.
Cuando Harold Wilson anunció su dimisión en 1976, Foot se presentó a las elecciones primarias para liderar el Partido Laborista. Aunque su candidatura fue la más apoyada en la primera ronda, acabó siendo derrotada en la votación final por James Callaghan (secretario de Estado para Asuntos Exteriores), quien a la postre se convirtió en el primer ministro. Tras quedar segundo, Foot fue nombrado Diputado Líder y sirvió como líder de la Cámara de los Comunes, donde tuvo que enfrentarse a la pérdida de mayoría del gobierno de Callaghan. Los pactos que llegó a tejer con los liberales motivaron algunas reticencias del ala más socialista. Tampoco pudo sacar adelante los proyectos de devolución de poder a Escocia y Gales, en los que su partido estaba dividido. Finalmente, Callaghan perdió una moción de confianza por su gestión del llamado «invierno del descontento», una serie de huelgas coordinadas en protesta por el desempleo, la crisis económica y la pérdida de derechos sociales entre 1978 y 1979.
Al margen de la política nacional, Foot fue uno de los representantes británicos que más se ha involucrado en la recuperación de la democracia en España. En 1973 viajó a Madrid de forma clandestina para reunirse con la oposición al franquismo, pero fue detenido y posteriormente expulsado. Y durante la transición española llegó a entregar un cheque para el Comité de Defensa de los Demócratas, además de dar su apoyo al Partido Socialista Obrero Español.

## Liderazgo del Partido Laborista

### Líder de la oposición (1980-1983)
Después de que James Callaghan cayese derrotado en las elecciones de 1979, el Partido Laborista se hallaba sumido en una guerra interna entre sus distintas facciones para conseguir el control. El ala izquierdista, liderada por Tony Benn, amenazaba incluso con escindirse. Por esta razón, la segunda vuelta de las primarias para sustituir a Callaghan el 10 de noviembre de 1980 estaba muy reñida entre Michael Foot, quien volvió a presentarse a sus 67 años, y el aspirante Denis Healey (excanciller de la Hacienda), apoyado por las bases más conservadoras. Finalmente Foot se impuso a Healey por un estrecho margen de 10 votos, gracias a un discurso de unión que convenció a la mayoría de sus compañeros.
En el momento que Foot se convirtió en líder de la oposición, la recesión de la economía del Reino Unido se había agravado y el gobierno de la conservadora Margaret Thatcher atravesaba sus peores momentos de popularidad. Poco después, el congreso del Partido Laborista de enero de 1981 apostó por políticas de izquierda con la elección de nuevos miembros y un programa a favor de los servicios públicos. Este giro motivó una escisión del ala más moderada; el 26 de marzo de 1981, cuatro cargos de alto nivel (Roy Jenkins, David Owen, William Rodgers y Shirley Williams) se marcharon del Labour y fundaron el Partido Social Demócrata (SDP), al que se sumaron 25 miembros parlamentarios laboristas. El SDP terminaría aliándose con el Partido Liberal hasta 1988, cuando ambas formaciones se fusionaron para crear los Liberal Demócratas. No fue la única facción afectada: en 1982 el ala trotskista acabó siendo expulsada.
Foot no fue capaz ni de calmar las disputas internas ni de mantener el apoyo del electorado, pero sus intervenciones parlamentarias le hicieron ganarse el respeto de sus rivales, en especial cuando apoyó al gobierno de Thatcher durante la guerra de las Malvinas. En el plano político, la irrupción del SDP significaba la pérdida de sus votantes más moderados, con la consecuente caída en los sondeos. Y en el personal, los tabloides conservadores de la época le caracterizaban como un anacrónico intelectual bohemio al que nunca le importó su aspecto físico. Uno de los episodios más polémicos ocurrió el Día del Recuerdo en noviembre de 1981, cuando asistió al homenaje en el cenotafio con un sencillo traje y chaqueta abiertas. Aunque Foot siempre ha asegurado que esa vestimenta era apropiada, el hecho fue muy criticado incluso entre los suyos.
Los pronósticos electorales seguían siendo positivos para el laborismo, que en 1981 tenían una ventaja de 20 puntos porcentuales sobre los conservadores. Pero todo cambió en 1982; Margaret Thatcher quedó reforzada entre la opinión pública por la recuperación económica y la victoria del ejército británico en la guerra de las Malvinas. Si bien la victoria conservadora parecía asegurada según los sondeos, Foot se mantuvo como candidato para las elecciones de 1983.

### Elecciones generales de 1983
El programa electoral del Partido Laborista para las elecciones generales de 1983 era un documento extenso en el que se recogían medidas de ámbito nacional y exterior. El manifiesto que reunía todos esos puntos, «The New Hope for Britain», era un texto de corte socialista que abogaba por el desarme nuclear unilateral, un aumento de los impuestos personales, reconvertir la industria con un plan intervencionista y nacionalizar empresas que acababan de ser privatizadas, como British Telecom y British Aerospace. Además, prometía que si había mayoría laborista se aboliría la Cámara de los Lores y se saldría de la Comunidad Económica Europea.
El programa laborista estaba situado a la izquierda no solo del Partido Conservador, sino también de la alianza entre socialdemócratas y liberales que encabezaban Roy Jenkins (SDP) y David Steel (Liberal). Algunos de sus miembros no dudaron en criticarlo abiertamente; Gerald Kaufman, jefe de prensa de Harold Wilson y miembro destacado del partido, llegó a describirlo como «la nota de suicidio más larga de la historia». Por otro lado, la prensa conservadora mostró su completa oposición y los laboristas tampoco supieron recabar apoyos de otros medios de comunicación. El único diario que pidió el voto para Foot fue el Daily Mirror.
Al final del 9 de junio de 1983, día de los comicios, el Partido Conservador había consolidado una mayoría absoluta de 397 escaños (13 millones de votos) y Thatcher fue reelegida, mientras que el voto opositor quedó dividido casi a partes iguales. Bajo el liderazgo de Michael Foot, el Partido Laborista obtuvo 8,4 millones de votos y 209 escaños, el peor resultado desde las elecciones de 1918 y una pérdida total de 3 millones de votos respecto a la convocatoria anterior. La coalición del SDP-Liberal superó los 7,7 millones de votos, pero debido al sistema electoral uninominal del Reino Unido no sacó más de 23 escaños.
Foot presentó su dimisión poco después de las elecciones y fue sucedido el 2 de octubre de 1983 por Neil Kinnock.

## Últimos años

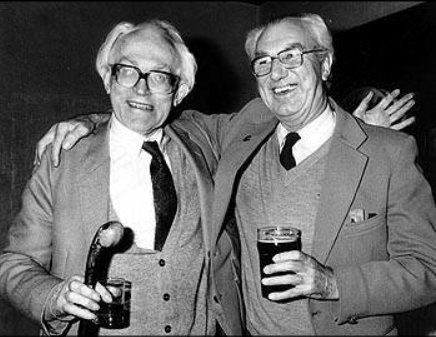
Michael Foot y el activista Ron Lemin en una imagen de 1987.

Tras abandonar la dirección del Partido Laborista, Michael Foot se mantuvo como diputado en la Cámara de los Comunes y consiguió revalidar su escaño en las elecciones de 1987, siempre por la circunscripción de Blaenau Gwent. Desde 1987 hasta 1992 fue el miembro del Parlamento más veterano, precediendo al ex primer ministro Edward Heath, y aún tuvo algunas intervenciones destacadas como su apoyo a Salman Rushdie, tras las amenazas por publicar Los versos satánicos, y una petición para que el Reino Unido y la OTAN interviniesen contra Yugoslavia en el conflicto de los Balcanes. Sin ganas de optar a la reelección a sus 79 años, se retiró de la política en 1992.
En sus últimos años de vida mantuvo un papel destacado en la Campaña para el Desarme Nuclear y se dedicó a la escritura. De esa época destaca la publicación de una biografía sobre H. G. Wells (H.G.: The History of Mr.Wells, 1996), autor del que era considerado un gran experto. Llegó incluso a ser vicepresidente de la H. G. Wells Society para la preservación de su obra.
El 19 de febrero de 1995 el diario The Sunday Times publicó un testimonio de las memorias de Oleg Gordievski, desertor del KGB en los años 1980, bajo el titular «KGB: Michael Foot era nuestro agente». En ese artículo, Gordievski aseguraba que los servicios secretos soviéticos se referían a Foot como «Agente Boot» y uno de sus hombres de influencia en el Reino Unido. Fundamentalmente, el periódico utilizó un manuscrito de las memorias que no había sido incluido en el libro por falta de pruebas, lo que restaba credibilidad a la acusación. Foot presentó de inmediato una demanda contra el Sunday Times y consiguió que la editora le indemnizara con 100.000 libras por daños y perjuicios.
Desde 2001, la Casa Portcullis tiene un retrato de Michael Foot pintado por el artista Robert Lenkiewicz.

### Muerte
Foot falleció el 3 de marzo de 2010 a los 96 años en Hampstead, al norte de Londres. El primer ministro del Reino Unido en aquella época, el laborista Gordon Brown, llegó a recordarle como un hombre «firme en sus principios, un idealista apasionado y uno de los portavoces más elocuentes que Gran Bretaña ha tenido jamás». Sus restos fueron incinerados el 15 de marzo en una ceremonia no religiosa que tuvo lugar en el crematorio de Golders Green.
El 31 de julio de 2015 se inauguró un monumento conmemorativo en el parque Freedom Fields de Plymouth, su ciudad natal, que ha sido sufragado con donaciones ciudadanas.

### Obra
- Guilty Men (1940)
- Brendan and Beverley (1940)
- The Pen and the Sword (1957)
- Aneurin Bevan: A Biography (Volume 1) (1962)
- Aneurin Bevan: A Biography (Volume 2) (1973)
- Debts of Honour (1981)
- Another Heart and Other Pulses (1984)
- H. G.: The History of Mr Wells (1985)
- Loyalists and Loners (1986)
- Politics of Paradise (1989)
- Dr Strangelove, I Presume (1999)
- The Uncollected Michael Foot (2003)